# Moacyr Scliar

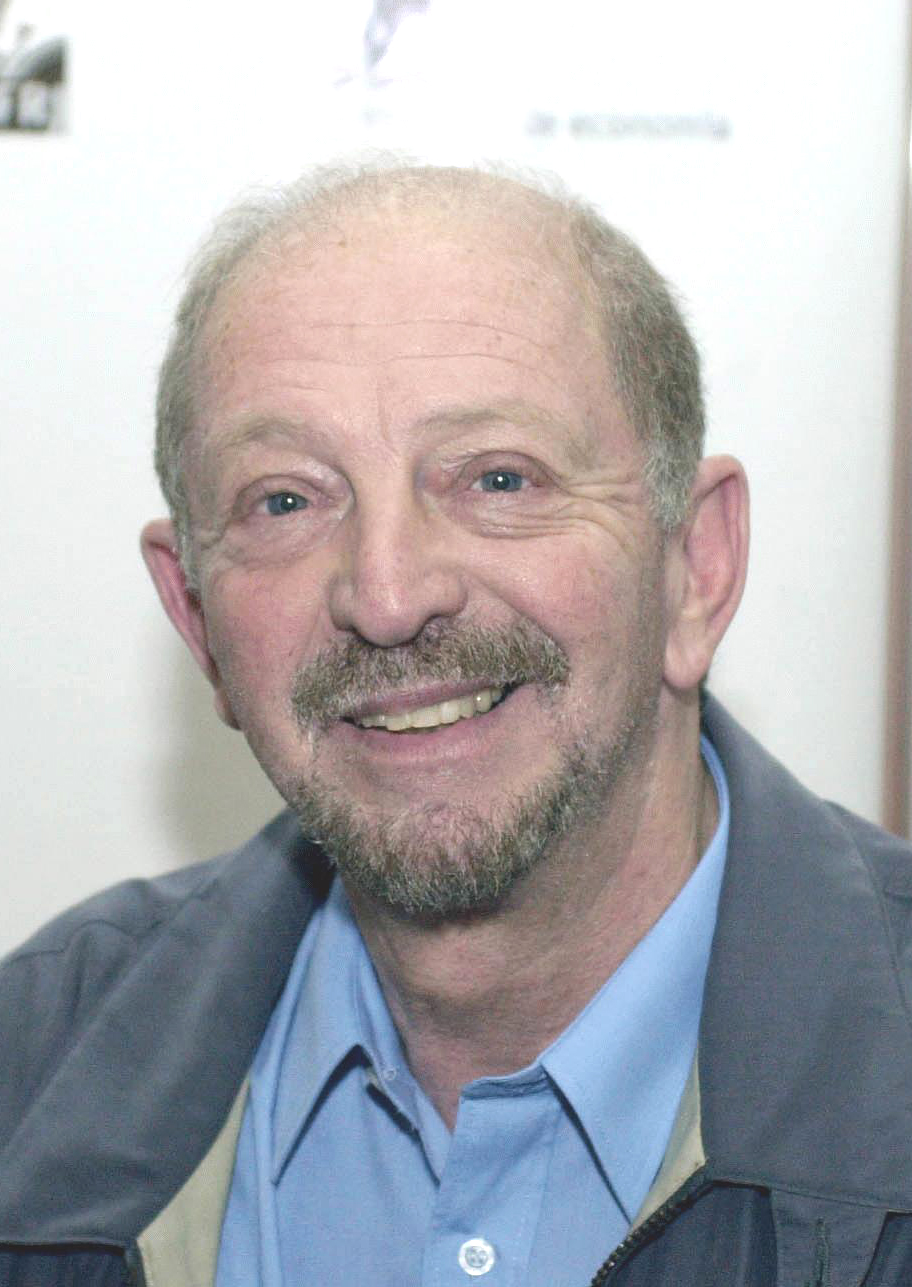
Moacyr Scliar (2003)

Moacyr Jaime Scliar (* 23. März 1937 in Porto Alegre; † 27. Februar 2011 ebenda) war ein brasilianischer Schriftsteller und Arzt.

## Werdegang
Scliar wurde 1937 im jüdischen Viertel Porto Alegres im brasilianischen Bundesstaat Rio Grande do Sul geboren. 1962 schloss er in Israel sein Medizinstudium ab und veröffentlichte bereits im selben Jahr sein erstes Buch Histórias de Médicos em Formação (Geschichten eines angehenden Arztes), dessen frühe Veröffentlichung er im Nachhinein jedoch bereute.
1968 erschien sein zweites Buch, der Erzählband O carnaval dos animais (Karneval der Tiere), dem noch viele weitere Erzählungen, Romane, Kinder- und Jugendbücher sowie Essays zu verschiedenen Themen folgten. Scliar zählt heute zu den anerkanntesten Schriftstellern Brasiliens. Einen großen Teil seines Schaffens widmet er der jüdischen Identität in der Diaspora im Allgemeinen und dem Judentum Brasiliens im Besonderen. Aber auch die Kritik an sozialen Missständen in Brasilien prägen das Werk Scliars.
2003 wurde er auf Lebenszeit in die Academia Brasileira de Letras, die brasilianische Akademie der Literatur, Stuhl 31, gewählt. Neben zahlreichen Auszeichnungen erhielt er viermal den brasilianischen Literaturpreis Prêmio Jabuti de Literatura: 1988 in der Kategorie Kurzprosa für O olho enigmático, 1993 für den Roman Sonhos Tropicais, 2000 für A mulher que escreveu a Bíblia und 2009 für Manual de paixão solitária.
Scliar wurde international bekannt, als Yann Martel die Grundidee seines Romans Max e os Felinos (Max und die Katzen) in seinem Roman Life of Pi (Schiffbruch mit Tiger) verwendete, ohne Scliar davon in Kenntnis zu setzen; von einer Plagiatsklage sah Scliar nach einem Gespräch mit Martel jedoch ab.
Scliars Romane wurden in zahlreiche Weltsprachen übersetzt, sechs davon auch ins Deutsche. Er ist außerdem in zahlreichen Anthologien und Zeitschriften vertreten. 1992 erschien in Deutschland die erste Monographie zu Scliars Leben und Werk: Die seltsame Nation des Moacyr Scliar von Albert von Brunn.

## Werke  (Auswahl)
Erzählungen
- Histórias de Médicos em Formação. 1962.
- O carnaval dos animais. Contes. Ediouro, Rio de Janeiro 1983, ISBN 85-00-62146-X (Nachdruck der Ausgabe Porto Alegre 1968).
- O olho enigmático. Contes. Editorial Guanabara, Rio de Janeiro 1986
- Gedächtnisschwund. (Ein verlorener Tag). Übers. José Antonio Friedl Zapata. In: Ein neuer Name, ein fremdes Gesicht. 26 Erzählungen aus Lateinamerika. Hg. wie Übers. Sammlung Luchterhand, 834. Neuwied, 1987, 1989, S. 195–197 (Erstveröffentlichung)

Essays
- Histórias que os jornais não contam. Expressão e Cultura, Rio de Janeiro 2009, ISBN 978-85-220-1004-2

Crônicas
- A massagista japonesa. L&PM, Porto Alegre, 1984.
- Um país chamado infância. Sulina, Porto Alegre, 1989.
- Dicionário do viajante insólito. L&PM, Porto Alegre, 1995.
- Minha mãe não dorme enquanto eu não chegar. L&PM, Porto Alegre, 1996. Artes e Ofícios, Porto Alegre 2001.
- O imaginário cotidiano. Global, São Paulo, 2001.
- A língua de três pontas: crônicas e citações sobre a arte de falar mal. Artes e Oficios, Porto Alegre 2001, ISBN 85-7421-070-6.

Jugendbuch
- Ciumento de carteirinha. Novela. Editorial Atica, São Paulo 2006, ISBN 978-85-08-10110-8.

Romane
- A guerra no Bom Fim. Novela. 2. Auflage. Expressão e Cultura, Rio de Janeiro 1974.
  - Übersetzung: Der Krieg in Bom Fim. Übersetzt von Marlen Eckl. Hentrich & Hentrich, Berlin 2013, ISBN 978-3-95565-011-7
- O exército de um homem só. Expressão e Cultura, Rio 1973. L&PM, Porto Alegre, ISBN 85-254-0652-X.
  - Übersetzung: Die Ein-Mann-Armee. Roman. Übersetzt von Karin von Schweder-Schreiner. Edition Weitbrecht, Stuttgart 1987. Zahlreiche Nachauflagen, zuletzt Neuauflage: Die Ein-Mann-Armee. Roman. Übersetzt von Karin von Schweder-Schreiner. Lilienfeld, Düsseldorf 2013, ISBN 978-3-940357-36-6.
- Os deuses de Raquel. L&PM, Porto Alegre 1975, ISBN 85-254-1225-2.
  - Übersetzung: Die Götter der Raquel. Übersetzt von Marlen Eckl. Hentrich & Hentrich, Berlin 2013, ISBN 978-3-95565-000-1.
- O Centauro no jardim. Nova Fronteira, Rio 1980. L&PM, Porto Alegre.
  - Übersetzung: Der Zentaur im Garten. Roman. Rowohlt, Reinbek 1989, ISBN 3-499-12266-9 (übersetzt von Karin von Schweder-Schreiner). Neuauflage: Hoffmann und Campe, Hamburg 2013, ISBN 978-3-455-40459-3.
- Max e os Felinos. Editorial B, Barcelona 2006, ISBN 958-97773-1-7 (Nachdruck der Ausgabe Rio de Janeiro 1981).
- A estranha nação de Rafael Mendes. L&PM, Porto Alegre 1983, ISBN 85-254-0936-7.
  - Übersetzung: Das seltsame Volk des Rafael Mendes. Roman. Edition Weitbrecht, Stuttgart 1989, ISBN 3-522-70540-8 (übersetzt von Kurt Scharf).
- Cenas da vida minúscula. Novela. 4. Aufl. L & PM Ediciones, Porto Alegre 1991, ISBN 85-254-0355-5.
- Sonhos tropicais. Novela. Companhia das Letras, São Paulo 1994, ISBN 85-7164-249-4.
- A majestade do Xingu. Novela. 3. Aufl. Companhia das Letras, São Paulo 1999, ISBN 85-7164-701-1.
- A mulher que escreveu a Bíblia. Novela. Neuaufl. Schwartz, São Paulo 2000, ISBN 85-7164-937-5.
- Os leopardos de Kafka. Novela. Companhia das Letras, São Paulo 2000, ISBN 85-359-0021-7.
  - Übersetzung: Kafkas Leoparden. Roman. Übersetzt und mit einem Nachwort von Michael Kegler. Lilienfeld, Düsseldorf 2013, ISBN 978-3-940357-33-5.
- Uma história farroupilha. Novela. 2004.
- Na noite do ventre, o diamante. Novela. Objectiva, Rio de Janeiro 2005, ISBN 85-7302-679-0.
- Os vendilhões do templo. Novela. Companhia das Letras, São Paulo 2006, ISBN 85-359-0829-3.
- Manual da paixão solitária. Novela. Companhia das Letras, São Paulo 2008, ISBN 978-85-359-1355-2.
- Eu vos abraço, milhões. Novela. Companhia das Letras, São Paulo 2010, ISBN 978-85-359-1739-0.